# Ligandenbindungstest

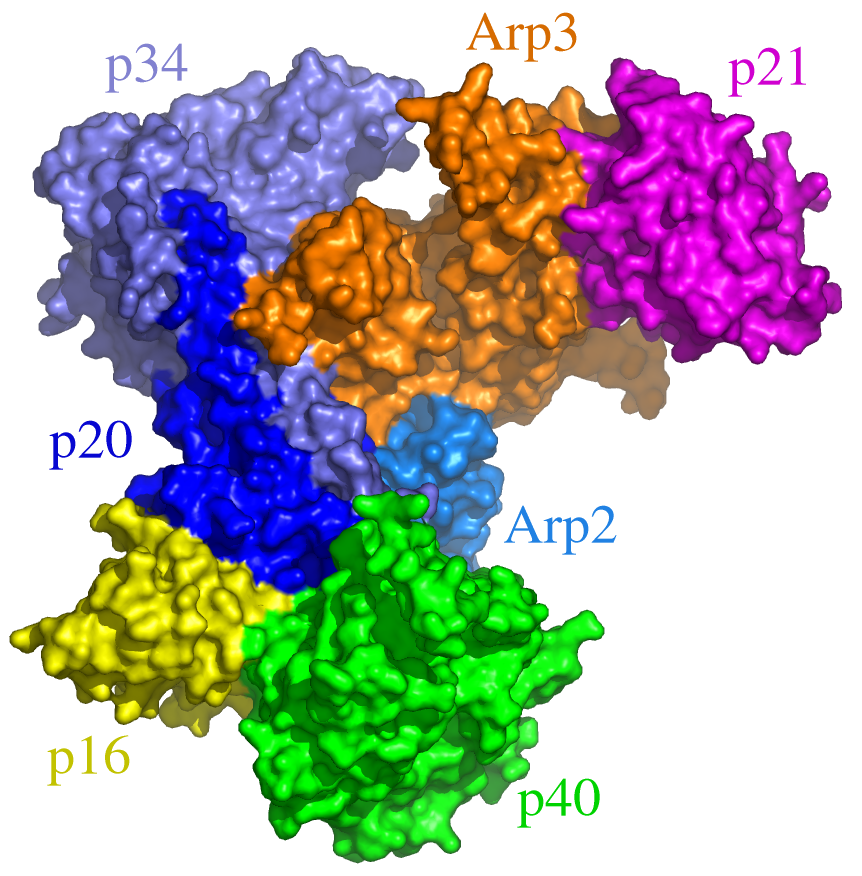
Der Proteinkomplex Arp 2/3 besteht aufgrund affiner Bindungen der Untereinheiten zueinander.

Ein Ligandenbindungstest (englisch ligand binding assay, LBA) ist eine Methode der Biochemie und Pharmakologie zur Messung der Affinität der Bindung zweier Moleküle zueinander.

## Prinzip

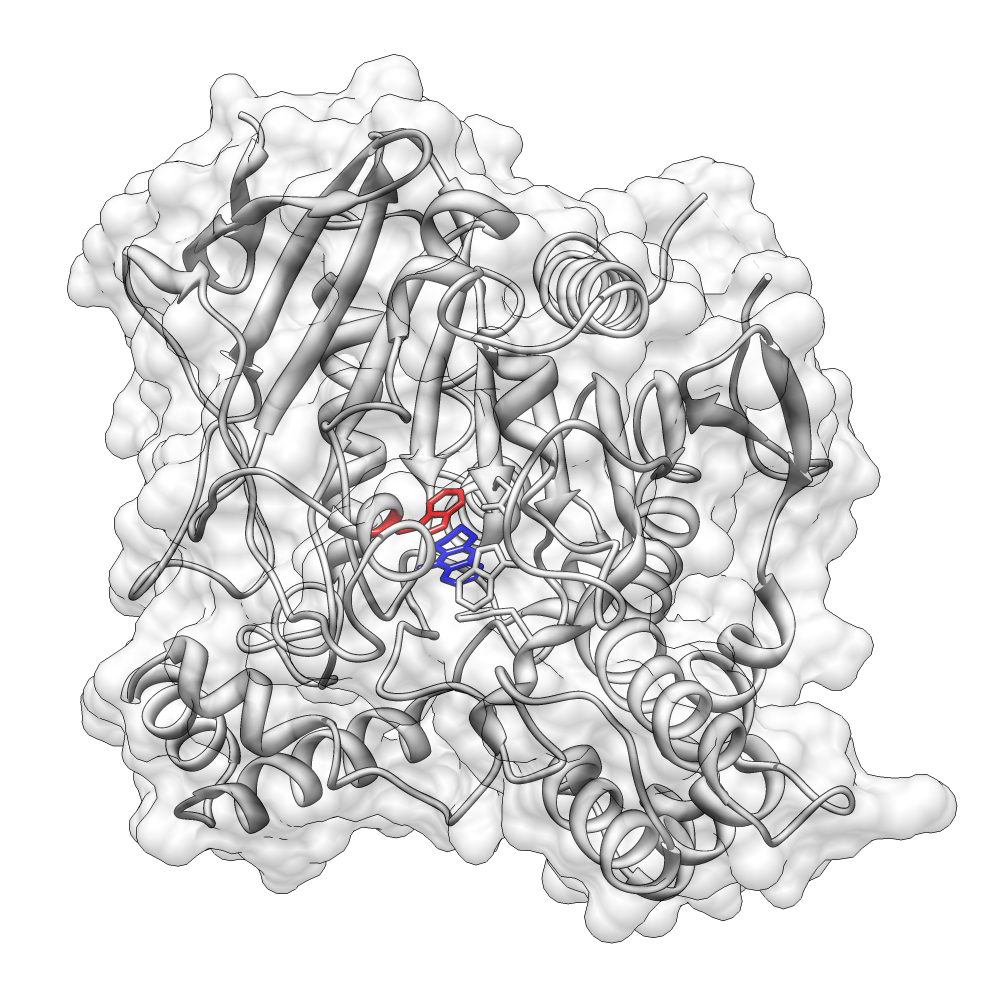
Bindung von Tacrin (blau) an der Acetylcholinesterase

Die Bindungsneigung zweier Moleküle aneinander wird als Affinität bezeichnet. Jedes Molekül kann an jedes Andere mit der entsprechenden Affinität binden, die in einem Ligandenbindungstest ermittelt werden kann. Die Bindungspartner einer Bindung können z. B. ein Ligand und ein Rezeptor sein. Kleine Moleküle werden meistens in einer Vertiefung eines Proteins gebunden, da durch die vergrößerte Kontaktfläche eine affinere Bindung ermöglicht wird.
Der Rezeptor wird zuerst immobilisiert. Der Ligand wird markiert und hinzugegeben. Anschließend erfolgt eine Messung der Ligandenkonzentration bei maximaler Bindung des Liganden (cB max, synonym maximale Sättigung) und der Bindung des Liganden bei verschiedenen Konzentrationen cLigand. Bei einer graphischen Auftragung der Sättigung (des Anteils gebundener Liganden cgebundener Ligand / cB max) über die Konzentration des Liganden cLigand kann die Dissoziationskonstante bei einem Sättigungsanteil von 0,5 abgelesen werden. Die Dissoziationskonstante entspricht der Ligandenkonzentration halbmaximaler Bindung. Die maximale Ligandenbindung Bmax und die Dissoziationskonstante Kd können auch durch ein Scatchard-Diagramm ermittelt werden. Die Dissoziationskonstanten hochaffiner Bindungen liegen bei etwa 10−9 M−1 (z. B. Hormone an ihre Rezeptoren, stabile Proteinkomplexe, Antigen-Antikörper-Bindungen). Veränderungen der Funktion eines Rezeptors nach Ligandenbindung werden durch Ligandenbindungstests nicht erfasst.

## Markierungsfreie Ligandenbindungstests
Im Gegensatz zu den Ligandenbindungstests im folgenden Abschnitt messen die Oberflächenplasmonenresonanzspektroskopie, die Bio-Layer-Interferometrie und die Messung von Impedanzänderungen die Änderung der Schichtdicke ohne eine Verwendung einer Markierung, benötigen jedoch meistens höhere Konzentrationen an Liganden. Verschiedene Varianten wurden zum High-Throughput-Screening entwickelt. Mit der isothermen Titrationskalorimetrie kann die Affinität bestimmt werden, sofern die Bindung nicht ausschließlich entropisch getrieben ist (bei einer isenthalpen Bindung). Hierbei werden ebenfalls keine Markierungen benötigt, kurzzeitige Bindungen werden nicht erfasst.

## Markierungsbasierte Ligandenbindungstests

Ligandenbindungstest mit ^{18}F-FDG in vivo per PET-Scan

### Filtermembranen
Der Filtertest (synonym Membranbindungstest) wird durch das Hinzufügen eines markierten möglichen Bindungspartners zu einem auf einer Oberfläche (z. B. Filterpapier, PVDF-Membranen, Polyethylenimin-beschichtete Glasfaserfilter) immobilisierten Molekül erzielt. Die Markierung kann radioaktiv, ein Reporterenzym, Biotin, ein Fluorophor, oder ein Oligonukleotid sein. Nach mehreren Waschschritten der beschichteten Oberfläche wird die Menge an verbliebenen gebundenen Molekülen bestimmt. Verfahren ohne Waschsschritte werden gelegentlich als mix-and-measure bezeichnet.
Zuerst erfolgt die Messung der Gleichgewichtskonstante bei verschiedenen Konzentrationen des mit dem Reporter markierten Liganden. Hierbei wird das markierte Molekül mit dem immobilisierten Bindungspartner bis zum Erreichen des chemischen Gleichgewichts inkubiert. Anschließend wird die Membran gewaschen, getrocknet und die Menge des gebundenen Reportermoleküls bestimmt. Nach einer zuvor festgelegten Anzahl an Waschschritten wird die Menge der Reportermoleküle auf der Membran erneut gemessen, was Auskunft über die Auswaschung an Reportermolekülen gibt (englisch off-rate). Alternativ kann die Auswaschung auch durch Bestimmung des zeitlichen Verlaufs der Menge an Reportermolekülen ermittelt werden.
Bei Radioliganden wird die spezifische Aktivität ermittelt, als Radioaktivität geteilt durch die eingesetzte Stoffmenge (in Ci/mmol). Die Stoffmenge bzw. Konzentration des Radioliganden wird vom Hersteller bestimmt und mitgeteilt. Die tatsächlich wirksame Konzentration kann durch folgende Gleichung ermittelt werden:
{\displaystyle c={\frac {A/a}{V}}}
Hierbei stehen die einzelnen Formelzeichen für folgende Größen:
- {\displaystyle A} – Aktivität
- {\displaystyle a} – spezifische Aktivität
- {\displaystyle c} – Stoffmengenkonzentration
- {\displaystyle V} – Volumen

Wird dabei die Aktivität in cpm, die spezifische Aktivität in cpm/fmol und das Volumen in mL eingesetzt, erhält man die Stoffmengenkonzentration in pmol/L. 

### Größenausschlusschromatographie
Sofern Rezeptor und Ligand unterschiedliche Molmassen besitzen, können die aneinander gebundenen Bindungspartner auch per Größenausschlusschromatographie isoliert und die Menge anhand der Markierung bestimmt werden.

### PET-Scan
Durch die Positronen-Emissions-Tomographie kann die Affinität in vivo bestimmt werden.

## Geschichte
Der erste Ligandenbindungstest, ein Radioimmunassay, wurde 1960 von Rosalyn Sussman Yalow und Solomon Aaron Berson entwickelt, wofür sie 1977 den Nobelpreis für Physiologie oder Medizin erhielten. Ursprünglich wurden Ligandenbindungstests bei der Proteincharakterisierung von Hormonen, Neurotransmittern und ihren Rezeptoren eingesetzt. In der medizinischen Diagnostik von Brustkrebs wurde eine Variante verwendet, bei der an Zellextrakte gebundenes radioaktiv markiertes Estradiol gemessen wird, nach einer Adsorption ungebundenen Estradiols an Dextran-beschichtete Aktivkohle.